# Juan Larrea Holguín
Juan Ignacio Larrea Holguín (Buenos Aires, 9 de agosto de 1927-Quito, 27 de agosto de 2006) fue un jurista, canonista, profesor, humanista, escritor y eclesiástico católico ecuatoriano nacido en Argentina, primer miembro del Opus Dei en su país. Se desempeñó como arzobispo de Guayaquil, entre 1989 y 2003.

## Biografía

### Primeros años
Nació el 9 de agosto de 1927, en la legación ecuatoriana de Buenos Aires (Argentina), donde su padre se encontraba cumpliendo funciones diplomáticas.
Fue el segundo hijo de Carlos Manuel Larrea Rivadeneira (1887-1983), distinguido diplomático e historiador quiteño, miembro fundador de la futura Academia Nacional de Historia de Ecuador; y de Dolores (Lola) Holguín Iturralde (1892-1969), riobambeña; emparentada con Juan León Mera y Luis Alfredo Martínez.
En abril de 1936, a los ocho años, recibió su primera comunión. En junio de 1937, fue confirmado.

### Formación
Comenzó su formación primaria en la escuela de los Hermanos de las Escuelas Cristianas en Quito y la continuó en Lima y Buenos Aires, ciudades a las que se trasladó junto a su familia por el servicio diplomático de su padre. A lo largo de su formación, estudió siempre en colegios dirigidos por los Hermanos cristianos, debido al profundo afecto que su padre les tenía, pues el santo hermano Miguel había sido quien lo preparó para su primera comunión.
Estudió toda la secundaria durante los ponderosos años de la Segunda Guerra Mundial. Durante los últimos cursos llegó a proponerle a su padre irse a estudiar Filosofía a París. Pero se decidió por la carrera de Derecho: «Aun siendo joven, todavía de colegio, me daba cuenta de que [algunas leyes] necesitaban algunas reformas entonces mi deseo era intervenir en esto».
En 1944 regresó a Quito, para terminar el bachillerato con los máximos honores, graduándose en julio de 1946. Fue nombrado Abanderado por ser el mejor alumno de todos los cursos, y hasta mereció una felicitación especial de Aurelio Espinosa Pólit.
Después de graduarse, ingresó a la recién fundada Universidad Católica del Ecuador, convirtiéndose en uno de sus alumnos fundadores.
Dos años después de iniciar sus estudios superiores, su padre fue nombrado embajador ante la Santa Sede. En junio de 1948 llegó a Roma y, en noviembre de ese mismo año, se matriculó en la Universidad La Sapienza, se inscribió en las materias de primer y de segundo curso que no se le podían convalidar en la carrera de Derecho. Entre sus profesores destacaron Giorgio Del Vecchio, Emilio Betti y Vincenzo Arangio-Ruiz, con quienes estableció una amistad.
Al inicio del curso académico 1949-1950, sin descuidar sus estudios en La Sapienza, se incorporó al recién fundado Colegio Romano de la Santa Cruz. Esta institución, establecida en 1948, tenía como objetivo brindar una formación intensiva a los miembros del Opus Dei de distintos países, quienes, en su mayoría candidatos al sacerdocio, obtendrían un doctorado eclesiástico antes de regresar a sus países de origen.
Larrea se unió a la segunda promoción del colegio durante el curso 1949-1959. Además, siguiendo la sugerencia de Escrivá, se matriculó en la carrera de Derecho canónico en el Pontificio Ateneo Angelicum, institución dirigida por los dominicos, donde logró convalidar varias asignaturas de Derecho civil.
En junio de 1950, rindió el examen para obtener el grado de bachiller en Derecho canónico. La prueba, de gran dificultad, consistía en un examen oral realizado íntegramente en latín y con una duración de cuarenta y cinco minutos «medidos con rigurosa exactitud». Larrea aprobó con buenas calificaciones.
En junio de 1951, rindió los exámenes, tanto escrito como oral, para obtener la licenciatura en Derecho canónico. Posteriormente, completó las asignaturas pendientes en La Sapienza, logrando nuevamente las máximas calificaciones.
Su último curso académico 1951-1952, giró en torno a la preparación de dos trabajos, con el fin de obtener los doctorados de Derecho civil y canónico. La tesis de la Sapienza, redactada en italiano, trató un tema de Derecho privado comparado y tuvo como título: Il matrimonio nei regimi concordatari ("El matrimonio en los regímenes concordatarios"). Por su parte, la tesis del Angelicum fue dirigida en castellano por Severino Álvarez bajo el título La Iglesia y el Estado en el Ecuador: la personalidad de la Iglesia en el modus vivendi celebrado entre la Santa Sede y el Ecuador, aunque también presentó un resumen de doce páginas en latín. Escogió ese tema no solo porque disponía de abundante información de primera mano —pues su padre, Carlos Manuel Larrea, había impulsado la celebración de dicho tratado en 1937— sino, sobre todo, para destacar lo que este consideraba el mayor logro de su carrera diplomática.
En efecto, con un solo día de diferencia se presentó a los respectivos exámenes de doctorado. El 16 de junio defendió la tesis de Derecho civil, en la Universidad de Roma, donde recibió la máxima calificación; al día siguiente, le tocó el turno a la tesis en Derecho canónico en el Angelicum, donde también le dieron la valoración más alta.
A los pocos meses de llegar a Ecuador, se presentó a un nuevo grado doctoral, para obtener el doctorado en Jurisprudencia y el título de abogado. Rindió todas las pruebas de manera extraordinaria, obteniendo la máxima calificación. Este fue el primer grado doctoral rendido en la Pontificia Universidad Católica del Ecuador del Ecuador.

## Trayectoria laboral
El 4 de octubre de 1952, desembarcó en el puerto de Guayaquil. Dos días más tarde ya se encontraba en la capital, en casa de sus padres, que justamente habían retornado al Ecuador un par de semanas antes.
El 10 de octubre, comenzó a trabajar en el bufete de abogados de mayor prestigio de Quito, presidido por Jorge Pérez Serrano.

### Trayectoria pública
A lo largo de su carrera, desempeñó numerosos cargos públicos. Fue secretario de la Comisión Nacional de la Unesco (1953-1954), procurador de la Caja Nacional del Seguro (1955), procurador fiscal de la República (1955), procurador electoral (1957-1961) y vicepresidente de dicho Tribunal (1960-1961). A partir de 1965, integró la Junta Consultiva del Ministerio de Relaciones Exteriores, llegando a ocupar en algunos períodos la vicepresidencia de la misma.
También ejerció como asesor de diversas instituciones, incluyendo la Presidencia de la República, la Corte Suprema de Justicia y los ministerios de Relaciones Exteriores y Agricultura, colaborando en la elaboración de leyes para este último sector. Como asesor de la Comisión Legislativa Permanente, lideró la reforma integral del Código Civil (1969-1970), logrando la modificación de una cuarta parte de sus artículos. Posteriormente, realizó su nueva codificación y edición. Además, participó en la redacción de importantes codificaciones legales, como el Código del Trabajo, la Ley de Compañías, la Ley del Banco Nacional de Fomento y la del Instituto de Colonización Amazónica, entre muchas otras.
Fue autor de varios proyectos legislativos que se convirtieron en ley, entre ellos la Ley de Libertad Educativa del Ecuador. Durante el gobierno de Sixto Durán-Ballén, integró la Junta de Notables encargada de elaborar la reforma a la Constitución Política del Estado, cuyo proyecto fue aprobado en gran medida por el Congreso Nacional. En el ámbito del derecho internacional, representó a Ecuador en múltiples conferencias y convenciones jurídicas en México, Colombia, Venezuela, Chile, Perú y su propio país.
Perteneció a diversas instituciones académicas y jurídicas, como el Instituto Hispano-Luso-Americano de Derecho Internacional, la Academia Ecuatoriana de la Lengua (1967 y académico numerario en 1971) y la Real Academia Española. Fue miembro de la Academia Nacional de Historia de Ecuador (22 de noviembre de 1996), la Academia de Abogados de Quito y la Academia Mariana del Ecuador, y formó parte de la Casa de la Cultura Ecuatoriana, integrando su directorio entre 1974 y 1976.

### Trayectoria docente
En octubre de 1952, se presentó ante el decano de la Facultad de Derecho de su alma mater, la Universidad Católica del Ecuador, Julio Tobar Donoso, amigo de su padre. Por una afortunada coincidencia, había una vacante en una materia y el semestre estaba por comenzar. Tobar Donoso agradeció la visita y, ese mismo mes, Larrea se incorporó como docente. De esta manera, se convirtió en el exalumno en desempeñar una cátedra en su propia universidad.
Le correspondió formar parte de los tribunales de recepción de grados universitarios de varios compañeros con quienes había iniciado sus estudios años atrás, entre ellos Jorge Salvador Lara y Rafael Borja Peña.
Comenzó su trayectoria docente impartiendo Derecho internacional en la Facultad de Economía, para luego pasar a enseñar Derecho civil en la Facultad de Jurisprudencia. Inició como profesor auxiliar, pero pronto asumió la titularidad de la cátedra y, con el tiempo, terminó impartiendo toda la rama de Derecho civil. También dictó clases de Derecho internacional privado en la Facultad de Derecho, así como de derecho romano y religión.
Además, fue docente de Comercio internacional en la Facultad de Economía de la misma universidad y enseñó Derecho internacional privado en la Universidad Central del Ecuador durante tres años.
Su labor académica se extendió a la Academia de Diplomacia, donde impartió clases durante tres o cuatro años, y al Instituto de Altos Estudios Nacionales, donde enseñó derecho territorial e internacional privado por una década. Asimismo, desempeñó el cargo de subdecano de la Facultad de Derecho en la Universidad Católica del Ecuador durante catorce años. En 1965 fundó junto a otros compañeros, la Corporación de Estudios y Publicaciones (CEP).
En 1975, tras su fallida precandidatura al cargo de rector de la Pontificia Universidad Católica del Ecuador (PUCE) y en desacuerdo con los cambios ocurridos en la Facultad de Jurisprudencia, renunció al subdecanato y a su cátedra.
Al ser nombrado obispo de Ibarra, su labor docente quedó en pausa. Sin embargo, en 1983, al asumir el cargo de primer ordinario militar del Ecuador, regresó a Quito y retomó la cátedra, esta vez en la Universidad Central del Ecuador. Además, impartió otras clases, seminarios y cursos en distintas instituciones.
Tras asumir su cargo en Guayaquil, comenzó de inmediato a impartir clases en la Universidad Católica de Santiago de Guayaquil, donde ejerció como profesor hasta 1994. Además, dictó numerosas clases en el Seminario de la arquidiócesis.

## Opus Dei
Durante su etapa universitaria en Roma, conoció al español Ignacio Sallent, ingeniero químico y estudiante de Teología en el Lateranense. Sallent residía en la única casa del Opus Dei en Roma en aquel entonces, conocida como el Pensionato. A Larrea Holguín le atrajo el ambiente del lugar y aceptó la invitación de Sallent para profundizar en su formación cristiana a través de las clases impartidas por Javier de Silió y las meditaciones predicadas por Salvador Canals.
En abril de 1949, Sallent le explicó detalladamente lo que era la Obra y lo invitó a considerar su vocación. Para aclarar algunas dudas, mantuvo un diálogo con Joan Baptista Torelló. Finalmente, el 22 de abril, solicitó su admisión en el Opus Dei mediante una carta dirigida a su fundador. Al día siguiente, conoció a Josemaría Escrivá de Balaguer y fue incorporado en la Obra. El 23 de agosto realizó la ceremonia de admisión en el Opus Dei.
Su padre, Carlos Manuel Larrea, conversó con Giovanni Battista Montini, entonces sustituto de la Secretaría de Estado de la Santa Sede y amigo suyo, sobre la incorporación de su hijo al Opus Dei, ya que había escuchado comentarios poco favorables. Montini se comprometió a hablar directamente con él.
El 3 de diciembre de 1950, Larrea Holguín mantuvo una reunión de más de media hora con Montini. Tras la conversación, el prelado confirmó que no había dudas sobre su vocación. Sin embargo, planteó una nueva cuestión: su posible llamado al sacerdocio y al servicio de su país, ya fuera trabajando en la academia pontificia o para la Santa Sede. En este sentido, sugirió que ingresara al seminario de Quito, lo que le permitiría desarrollar una sólida carrera eclesiástica, con la ventaja adicional de estar cerca de sus padres.
En la primavera de 1951, su padre fue designado embajador en Londres. Durante la audiencia de despedida con el papa Pío XII, a la que asistió toda la familia, Larrea Holguín le expresó al Santo Padre que pertenecía al Opus Dei, recibiendo su felicitación. A los pocos días, su familia partió hacia Inglaterra. En cambio, él permaneció en Roma para finalizar sus estudios. Por esta razón, el 3 de mayo pasó a residir al Pensionato.
En mayo de 1952, durante una tertulia con Escrivá al cierre de su último curso académico, el fundador fue asignando a los alumnos del Colegio Romano los destinos donde iniciarían la labor del Opus Dei. En un momento dado, se dirigió a Larrea y le dijo: «y tú, Juan, irás a Ecuador».
Su ordenación sacerdotal fue el 5 de agosto de 1962.  En 1966 fue designado consiliario del Opus Dei.

## Episcopado

### Obispo auxiliar de Quito
El 17 de mayo de 1969, el papa Pablo VI lo nombró obispo titular de Cellae en Proconsulari y obispo auxiliar de Quito. Fue consagrado el 15 de junio del mismo año, en la Catedral de Quito, a manos del cardenal-arzobispo Pablo Muñoz Vega.

#### Descubrimiento de los restos de García Moreno
La búsqueda de los restos de Gabriel García Moreno fue impulsada por historiadores, clérigos y políticos para conmemorar el centenario de su muerte. El cardenal Muñoz Vega encargó la investigación a Francisco Salazar Alvarado y Larrea.
Salazar y Larrea entrevistaron a familiares del expresidente. El cardenal les reveló una tradición de la curia quiteña: solo el arzobispo conocía el paradero de los restos y transmitía el secreto a su sucesor. Sin embargo, el cardenal Carlos María de la Torre, último en conocerlo, sufrió un ataque cerebral y lo perdió.
Los investigadores consultaron a la familia García Moreno, pero la información era escasa. Una pista surgió de Fernando García Gómez: la hija de un sirviente del hijo del expresidente podría saber algo. Al encontrarla, la mujer enferma mencionó que su padre y Gabriel García del Alcázar visitaban frecuentemente el Monasterio de Santa Catalina y hacían donaciones inusuales.
Siguiendo la pista, los investigadores visitaron el convento, pero no hallaron nada. Luego exploraron la iglesia del Convento del Buen Pastor, donde al perforar una columna encontraron un frasco con un corazón y documentos. La nota firmada por el arzobispo Federico González Suárez identificaba el órgano como el del arzobispo Checa y Barba. Sospecharon que en otra columna estaría el corazón de García Moreno, lo que se confirmó con otro frasco y documento.
El resto del cuerpo seguía perdido. Las monjas de Santa Catalina recordaron un relato: "donde estaban las escaleras". Excavaron en un área con una puerta a la calle Flores y, a cuatro metros de profundidad, encontraron una caja de madera con las iniciales "GGM".
Dentro había otra caja metálica sellada con el cuerpo momificado de García Moreno, vestido con uniforme militar. Se hallaron también fotografías y documentos que relataban su traslado en 1875. Para confirmar su identidad, se comparó su cráneo con un fragmento conservado en el Museo de Sitio de Cotocollao, encajando perfectamente.
Se organizó una ceremonia oficial con el gobierno y académicos. Sin embargo, la exposición al aire revirtió la momificación, iniciando la descomposición. Finalmente, sus restos fueron resguardados y formalmente reconocidos por la historia.
El 6 de agosto de 1975, el ataúd fue trasladado con honores militares y civiles a la Catedral de Quito, donde fue colocado provisionalmente en un nicho lateral izquierdo del altar principal. Larrea se interesó en que se hiciera una lápida de mármol, y le pidió a los oblatos de la Basílica del Voto Nacional que financiaran un monumento.

### Obispo de Ibarra
El 11 de junio de 1975, fue nombrado obispo coadjutor de Ibarra. El 28 de junio de 1980, aceptada la renuncia de Silvio Luis Haro Alvear, pasó automáticamente a ser obispo de Ibarra.
Desde la publicación de materiales didácticos de catequesis en la prensa local hasta el impulso a la educación mediante un amplio programa de iniciativas, su gestión dejó una huella significativa en la diócesis. Impulsó las misiones en las zonas más alejadas, apoyó la formación del Colegio de Otavalo y promovió el desarrollo de la escuela Juan Diego de Ibarra. Apoyó una obra de vivienda para más de 5000 familias imbabureñas. Fundó el Seminario Menor "San Diego", y Mayor "Nuestra Señora de la Esperanza" de Ibarra en 1980. Además, su labor en la difusión del evangelio y del nuevo Catecismo fue destacada, especialmente a través de las páginas de La Verdad.  
En la Conferencia Episcopal Ecuatoriana (CEA), fue miembro de la Comisión permanente entre 1976 y 1980.  

### Obispo castrense del Ecuador
El 5 de agosto de 1983, el papa Juan Pablo II lo nombró obispo titular de Novi y vicario militar del Ecuador.
En 1985 fue enviado en misión especial a Roma a preparar la visita de Juan Pablo II a Ecuador.
Mediante la promulgación de la constitución apostólica Spirituali Militum Curae de 1986 los vicariatos militares fueron renombrados como ordinariatos militares o castrenses. Por ello, su título pasó a ser de ordinario militar de Ecuador.
En 1988 entraron en vigor los estatutos del ordinariato militar del Ecuador, previstos por la bula Spirituali Militum Curae, con el que se reconoce la actual denominación de obispado castrense del Ecuador. Así pues, fue renombrado su título a obispo castrense del Ecuador.
Durante su pontificado, se encargó de estructurar el servicio religioso de las Fuerzas Armadas del Ecuador.  
Probablemente en julio de 1989, presentó su renuncia al cargo.  

### Arzobispo de Guayaquil
El 25 de marzo de 1988, fue nombrado arzobispo coadjutor de Guayaquil. El 7 de diciembre de 1989, aceptada la renuncia de Bernardino Echeverría Ruiz, pasó automáticamente a ser arzobispo de Guayaquil.  
El 29 de junio de 1990, en una ceremonia en la Basílica de San Pedro, recibió la imposición del palio arzobispal de manos del papa Juan Pablo II.  
Desde 1989 fue vicepresidente de la CEE. Asistió a la VIII Asamblea General Ordinaria del Sínodo de los obispos, Ciudad del Vaticano (septiembre a octubre de 1990).  
Promovió el desarrollo de la Editorial Justicia y Paz fundada por su predecesor.

#### Narcisa de Jesús
El 26 de abril de 1988, viajó casi de incógnito a Guayaquil para reunirse con el arzobispo local. Antes de llegar a la ciudad, hizo una peregrinación a Nobol, donde se postró ante el cuerpo incorrupto de Narcisa de Jesús, suplicando su compañía y ayuda en el ministerio pastoral que le aguardaba.
Se interesó profundamente en la continuación del proceso de beatificación de Narcisa de Jesús, el cual culminó el 25 de octubre de 1992. Además, proyectó y llevó a cabo la construcción de un majestuoso santuario en Nobol. El 22 de agosto de 1998, el templo fue dedicado y declarado santuario diocesano.
Mandó construir un altar en su honor en la Catedral de Guayaquil y encargó un lienzo, el cual él mismo bendijo el 8 de diciembre de 1996. Este mismo mural fue exhibido en la fachada de la Basílica de San Pedro el 12 de octubre de 2008, durante la ceremonia en la que el papa Benedicto XVI proclamó santa a Narcisa de Jesús. El 26 de julio de 2000, Larrea inició el proceso arquidiocesano para estudiar el milagro atribuido a Narcisa de Jesús, el cual fue aprobado en Roma y sirvió como base para su canonización.

### Renuncia
En 2002, presentó su renuncia como lo establece el Código de Derecho Canónico. El 7 de mayo de 2003, el papa Juan Pablo II aceptó su renuncia como arzobispo de Guayaquil, nombrado a su sucesor al mismo tiempo.
Desde entonces, una vez retirado de las actividades pastorales, se trasladó a Quito y se dedicó a escribir libros y folletos de temas religiosos y jurídicos.

## Enfermedad
Desde 1996, su salud se vio gravemente afectada por un cáncer de próstata de progresión lenta, que, debido a un diagnóstico tardío, no pudo ser tratado quirúrgicamente. Con el tiempo, la enfermedad hizo metástasis en los huesos. A pesar de someterse a tratamientos periódicos que lograron contener su avance durante varios años, su condición se agravó progresivamente.

### Fallecimiento
Falleció a las siete y media de la mañana del 27 de agosto de 2006 en su domicilio en Quito, tras una década de lucha contra la enfermedad, a la edad de 76 años.
La capilla ardiente se instaló el día posterior a su fallecimiento en la Basílica del Voto Nacional. Su cuerpo fue trasladado a Guayaquil, donde el 29 de agosto se celebró su funeral en la Catedral de Guayaquil; donde fue sepultado en la cripta del episcopologio guayaquileño.

## Legado
Como jurista, se ganó el reconocimiento como el escritor más prolífico del Ecuador. Fue autor de más de ochenta obras sobre jurisprudencia, derecho civil, derecho internacional privado, derecho canónico, derecho constitucional e historia del derecho, entre otras materias. Entre sus publicaciones destacó especialmente su comentario al Código Civil, una obra monumental de catorce tomos. Fue el primer jurista ecuatoriano en analizar en profundidad todo el Código Civil de Andrés Bello, un proyecto que varios de sus predecesores, como Luis Felipe Borja Pérez, intentaron sin concluir. Incluso al final de su vida, mientras enfrentaba un cáncer, tuvo la determinación de emprender una nueva empresa: la redacción de una Enciclopedia Jurídica de Derecho Ecuatoriano, proyectada en diez tomos, de los cuales alcanzó a escribir tres. Además de sus textos jurídicos, fue autor de decenas de obras de carácter ético y religioso.
En 2016, se celebró el I Congreso de Derecho y Humanidades, en homenaje al arzobispo Larrea.

### Proceso de beatificación
Luego de su fallecimiento, dado con fama de santidad, muchos fieles han acudido a su intercesión pidiéndole variados favores y han comprobado la eficacia de su auxilio. La oración para la devoción privada que aprobó la autoridad eclesiástica es la siguiente: 

"Señor, que concediste a tu siervo Juan, Obispo, la gracia de difundir la luz del Evangelio como Buen Pastor, haz que yo sepa también, con la ayuda de Santa María, mostrar la fe católica con mi palabra y con mi ejemplo a través del trabajo de cada día, vivido con intensidad y esfuerzo, por amor a Dios y a las almas. Dígnate glorificar a tu siervo Juan y concédeme por su intercesión el favor que te pido.... (pídase). Así sea. Padrenuestro, Avemaría, Gloria."

En octubre de 2016, la Congregación para la Causa de los Santos lo declaró Siervo de Dios. Posteriormente, el 27 de junio de 2017, el arzobispo Luis Cabrera Herrera dio inicio al proceso de beatificación en la arquidiócesis de Guayaquil, en la iglesia de El Sagrario. En la ceremonia, fueron juramentados como postulador y vice postulador los sacerdotes José Antonio Guerrero y José Giner, respectivamente.
El 28 de enero de 2024, el cardenal-arzobispo Luis Cabrera designó al sacerdote Carlos Ayala como vice postulador de su causa.

## Obras destacadas
Algunas obras jurídicas:
- Manual elemental de derecho civil del Ecuador (4 tomos).
- Derecho Civil del Ecuador (15 tomos).
- 145 años de legislación ecuatoriana 1980-1975 (1977).
- Repertorios de Jurisprudencia.
- Derecho eclesiástico ecuatoriano (1983).
- Manual de Derecho Internacional Privado Ecuatoriano (1998).
- Enciclopedia jurídica ecuatoriana: voces de derecho civil (2005).

Algunas obras religiosas:
- Novena a San Josemaría Escrivá
- Novena a Juan Pablo II
- Novena a Monseñor Álvaro del Portillo

## Reconocimientos
- Premio Francisco Tobar (1970), del Municipio de Quito.[27]
- Miembro numerario de la Academia Ecuatoriana de la Lengua desde el 21 de junio de 1971, en la silla B.
- Caballero Capellán de la Orden de Malta.
- Gran Cruz de la Orden Nacional al Mérito.
- Medalla del Congreso Nacional del Ecuador.
- Placa de la Orden Nacional Honorato Vásquez.
- Premio Nacional Eugenio Espejo (1999), por la Presidencia de la República.
- Gran Oficial de la Orden Nacional de San Lorenzo (2000), por la Presidencia de la República.[4]
- Condecoración al Mérito Laboral.
- Doctorado honoris causa de la Universidad de Guayaquil.
- Doctorado honoris causa post mortem de la Universidad de los Hemisferios (2006).[4]

La Universidad de los Hemisferios (UHE) y la Corporación de Estudios y Publicaciones (CEP), promueve el Premio Juan Larrea Holguín, otorgado a los méritos de un trabajo de investigación en el campo del Derecho.

## Ancestros
| \| \| \| \| \| \| \| \| \| \| \| \| \| \| \| \| \| \| \| \| 16. Joaquín José Juan Larrea Barba \| \| \| \| \| \| \| \| \| \| \| \| \| \| \| \| \| \| \| \| \| \| \| \| \| \| \| \| \| \| \| \| \| \| \| \| \| \| \| \| \| \| \| \| \| \| \| \| \| \| \| \| \| \| 8. José Rafael Larrea Egüez \| \| \| \| \| \| \| \| \| \| \| \| \| \| \| \| \| \| \| \| \| \| \| \| \| \| \| \| \| \| \| \| \| \| \| \| \| \| \| \| \| \| \| \| \| \| \| \| \| \| \| \| \| \| 17. María Antonia Egüez Cevallos \| \| \| \| \| \| \| \| \| \| \| \| \| \| \| \| \| \| \| \| \| \| \| \| \| \| \| \| \| \| \| \| \| \| \| \| \| \| \| \| \| \| \| \| \| \| \| \| \| \| \| \| \| \| 4. Manuel Larrea Lizarzaburu \| \| \| \| \| \| \| \| \| \| \| \| \| \| \| \| \| \| \| \| \| \| \| \| \| \| \| \| \| \| \| \| \| \| \| \| \| \| \| \| \| \| \| \| \| \| \| \| \| \| \| \| \| \| 18. José Ignacio de Lizarzaburu y Benavides \| \| \| \| \| \| \| \| \| \| \| \| \| \| \| \| \| \| \| \| \| \| \| \| \| \| \| \| \| \| \| \| \| \| \| \| \| \| \| \| \| \| \| \| \| \| \| \| \| \| \| \| \| \| 9. Pacífica Lizarzaburu Borja \| \| \| \| \| \| \| \| \| \| \| \| \| \| \| \| \| \| \| \| \| \| \| \| \| \| \| \| \| \| \| \| \| \| \| \| \| \| \| \| \| \| \| \| \| \| \| \| \| \| \| \| \| \| 19. Manuela Mercedes Borja y Tinajero \| \| \| \| \| \| \| \| \| \| \| \| \| \| \| \| \| \| \| \| \| \| \| \| \| \| \| \| \| \| \| \| \| \| \| \| \| \| \| \| \| \| \| \| \| \| \| \| \| \| \| \| \| \| 2. Carlos Manuel Larrea Rivadeneira \| \| \| \| \| \| \| \| \| \| \| \| \| \| \| \| \| \| \| \| \| \| \| \| \| \| \| \| \| \| \| \| \| \| \| \| \| \| \| \| \| \| \| \| \| \| \| \| \| \| \| \| \| \| 20. Agustín Rivadeneira Rocha \| \| \| \| \| \| \| \| \| \| \| \| \| \| \| \| \| \| \| \| \| \| \| \| \| \| \| \| \| \| \| \| \| \| \| \| \| \| \| \| \| \| \| \| \| \| \| \| \| \| \| \| \| \| 10. Juan Ramón Rivadeneira Guerrero \| \| \| \| \| \| \| \| \| \| \| \| \| \| \| \| \| \| \| \| \| \| \| \| \| \| \| \| \| \| \| \| \| \| \| \| \| \| \| \| \| \| \| \| \| \| \| \| \| \| \| \| \| \| 21. Camila Guerrero Chiriboga \| \| \| \| \| \| \| \| \| \| \| \| \| \| \| \| \| \| \| \| \| \| \| \| \| \| \| \| \| \| \| \| \| \| \| \| \| \| \| \| \| \| \| \| \| \| \| \| \| \| \| \| \| \| 5. Filomena Rivadeneira González \| \| \| \| \| \| \| \| \| \| \| \| \| \| \| \| \| \| \| \| \| \| \| \| \| \| \| \| \| \| \| \| \| \| \| \| \| \| \| \| \| \| \| \| \| \| \| \| \| \| \| \| \| \| 22. Luis José González Umaña \| \| \| \| \| \| \| \| \| \| \| \| \| \| \| \| \| \| \| \| \| \| \| \| \| \| \| \| \| \| \| \| \| \| \| \| \| \| \| \| \| \| \| \| \| \| \| \| \| \| \| \| \| \| 11. Ramona González Egas \| \| \| \| \| \| \| \| \| \| \| \| \| \| \| \| \| \| \| \| \| \| \| \| \| \| \| \| \| \| \| \| \| \| \| \| \| \| \| \| \| \| \| \| \| \| \| \| \| \| \| \| \| \| 23. Josefa Egas Venegas Suárez \| \| \| \| \| \| \| \| \| \| \| \| \| \| \| \| \| \| \| \| \| \| \| \| \| \| \| \| \| \| \| \| \| \| \| \| \| \| \| \| \| \| \| \| \| \| \| \| \| \| \| \| \| \| 1. Juan Ignacio Larrea Holguín \| \| \| \| \| \| \| \| \| \| \| \| \| \| \| \| \| \| \| \| \| \| \| \| \| \| \| \| \| \| \| \| \| \| \| \| \| \| \| \| \| \| \| \| \| \| \| \| \| \| \| \| \| \| 24. José Ignacio Holguín Daza \| \| \| \| \| \| \| \| \| \| \| \| \| \| \| \| \| \| \| \| \| \| \| \| \| \| \| \| \| \| \| \| \| \| \| \| \| \| \| \| \| \| \| \| \| \| \| \| \| \| \| \| \| \| 12. José Ignacio Holguín Sánchez \| \| \| \| \| \| \| \| \| \| \| \| \| \| \| \| \| \| \| \| \| \| \| \| \| \| \| \| \| \| \| \| \| \| \| \| \| \| \| \| \| \| \| \| \| \| \| \| \| \| \| \| \| \| 25. María Ignacia Sánchez Arzayus \| \| \| \| \| \| \| \| \| \| \| \| \| \| \| \| \| \| \| \| \| \| \| \| \| \| \| \| \| \| \| \| \| \| \| \| \| \| \| \| \| \| \| \| \| \| \| \| \| \| \| \| \| \| 6. José Ignacio Holguín Naranjo \| \| \| \| \| \| \| \| \| \| \| \| \| \| \| \| \| \| \| \| \| \| \| \| \| \| \| \| \| \| \| \| \| \| \| \| \| \| \| \| \| \| \| \| \| \| \| \| \| \| \| \| \| \| 26. José López Naranjo Flores \| \| \| \| \| \| \| \| \| \| \| \| \| \| \| \| \| \| \| \| \| \| \| \| \| \| \| \| \| \| \| \| \| \| \| \| \| \| \| \| \| \| \| \| \| \| \| \| \| \| \| \| \| \| 13. Inocencia Naranjo Cobo \| \| \| \| \| \| \| \| \| \| \| \| \| \| \| \| \| \| \| \| \| \| \| \| \| \| \| \| \| \| \| \| \| \| \| \| \| \| \| \| \| \| \| \| \| \| \| \| \| \| \| \| \| \| 27. Petrona Paula Cobo Vásconez \| \| \| \| \| \| \| \| \| \| \| \| \| \| \| \| \| \| \| \| \| \| \| \| \| \| \| \| \| \| \| \| \| \| \| \| \| \| \| \| \| \| \| \| \| \| \| \| \| \| \| \| \| \| 3. Dolores Holguín Iturralde \| \| \| \| \| \| \| \| \| \| \| \| \| \| \| \| \| \| \| \| \| \| \| \| \| \| \| \| \| \| \| \| \| \| \| \| \| \| \| \| \| \| \| \| \| \| \| \| \| \| \| \| \| \| 28. Mariano Iturralde López \| \| \| \| \| \| \| \| \| \| \| \| \| \| \| \| \| \| \| \| \| \| \| \| \| \| \| \| \| \| \| \| \| \| \| \| \| \| \| \| \| \| \| \| \| \| \| \| \| \| \| \| \| \| 14. Basilio Iturralde Grande Suárez \| \| \| \| \| \| \| \| \| \| \| \| \| \| \| \| \| \| \| \| \| \| \| \| \| \| \| \| \| \| \| \| \| \| \| \| \| \| \| \| \| \| \| \| \| \| \| \| \| \| \| \| \| \| 29. Antonia Grande Suárez Egüez \| \| \| \| \| \| \| \| \| \| \| \| \| \| \| \| \| \| \| \| \| \| \| \| \| \| \| \| \| \| \| \| \| \| \| \| \| \| \| \| \| \| \| \| \| \| \| \| \| \| \| \| \| \| 7. Bárbara Iturralde Anda \| \| \| \| \| \| \| \| \| \| \| \| \| \| \| \| \| \| \| \| \| \| \| \| \| \| \| \| \| \| \| \| \| \| \| \| \| \| \| \| \| \| \| \| \| \| \| \| \| \| \| \| \| \| 30. Manuel Pérez de Anda y Sáenz de Viteri \| \| \| \| \| \| \| \| \| \| \| \| \| \| \| \| \| \| \| \| \| \| \| \| \| \| \| \| \| \| \| \| \| \| \| \| \| \| \| \| \| \| \| \| \| \| \| \| \| \| \| \| \| \| 15. Leonor Anda Egüez \| \| \| \| \| \| \| \| \| \| \| \| \| \| \| \| \| \| \| \| \| \| \| \| \| \| \| \| \| \| \| \| \| \| \| \| \| \| \| \| \| \| \| \| \| \| \| \| \| \| \| \| \| \| 31. Mariana Egüez Egüez \| \| \| \| \| \| \| \| \| \| \| \| \| \| \| \| \| \| \| \| \| \| \| \| \| \| \| \| \| \| \| \| \| \| \| \| \| \| \| \| \| \| \| \| \| \| \| \| \| \| \| \| |                                             |  |  |  |  |  |  |  |  |  |  |  |  |  |  |  |
| |                                             |  |  |  |  |  |  |  |  |  |  |  |  |  |  |  |
| | 16. Joaquín José Juan Larrea Barba          |  |  |  |  |  |  |  |  |  |  |  |  |  |  |  |
| |                                             |  |  |  |  |  |  |  |  |  |  |  |  |  |  |  |
| |                                             |  |  |  |  |  |  |  |  |  |  |  |  |  |  |  |
| | 8. José Rafael Larrea Egüez                 |  |  |  |  |  |  |  |  |  |  |  |  |  |  |  |
| |                                             |  |  |  |  |  |  |  |  |  |  |  |  |  |  |  |
| |                                             |  |  |  |  |  |  |  |  |  |  |  |  |  |  |  |
| | 17. María Antonia Egüez Cevallos            |  |  |  |  |  |  |  |  |  |  |  |  |  |  |  |
| |                                             |  |  |  |  |  |  |  |  |  |  |  |  |  |  |  |
| |                                             |  |  |  |  |  |  |  |  |  |  |  |  |  |  |  |
| | 4. Manuel Larrea Lizarzaburu                |  |  |  |  |  |  |  |  |  |  |  |  |  |  |  |
| |                                             |  |  |  |  |  |  |  |  |  |  |  |  |  |  |  |
| |                                             |  |  |  |  |  |  |  |  |  |  |  |  |  |  |  |
| | 18. José Ignacio de Lizarzaburu y Benavides |  |  |  |  |  |  |  |  |  |  |  |  |  |  |  |
| |                                             |  |  |  |  |  |  |  |  |  |  |  |  |  |  |  |
| |                                             |  |  |  |  |  |  |  |  |  |  |  |  |  |  |  |
| | 9. Pacífica Lizarzaburu Borja               |  |  |  |  |  |  |  |  |  |  |  |  |  |  |  |
| |                                             |  |  |  |  |  |  |  |  |  |  |  |  |  |  |  |
| |                                             |  |  |  |  |  |  |  |  |  |  |  |  |  |  |  |
| | 19. Manuela Mercedes Borja y Tinajero       |  |  |  |  |  |  |  |  |  |  |  |  |  |  |  |
| |                                             |  |  |  |  |  |  |  |  |  |  |  |  |  |  |  |
| |                                             |  |  |  |  |  |  |  |  |  |  |  |  |  |  |  |
| | 2. Carlos Manuel Larrea Rivadeneira         |  |  |  |  |  |  |  |  |  |  |  |  |  |  |  |
| |                                             |  |  |  |  |  |  |  |  |  |  |  |  |  |  |  |
| |                                             |  |  |  |  |  |  |  |  |  |  |  |  |  |  |  |
| | 20. Agustín Rivadeneira Rocha               |  |  |  |  |  |  |  |  |  |  |  |  |  |  |  |
| |                                             |  |  |  |  |  |  |  |  |  |  |  |  |  |  |  |
| |                                             |  |  |  |  |  |  |  |  |  |  |  |  |  |  |  |
| | 10. Juan Ramón Rivadeneira Guerrero         |  |  |  |  |  |  |  |  |  |  |  |  |  |  |  |
| |                                             |  |  |  |  |  |  |  |  |  |  |  |  |  |  |  |
| |                                             |  |  |  |  |  |  |  |  |  |  |  |  |  |  |  |
| | 21. Camila Guerrero Chiriboga               |  |  |  |  |  |  |  |  |  |  |  |  |  |  |  |
| |                                             |  |  |  |  |  |  |  |  |  |  |  |  |  |  |  |
| |                                             |  |  |  |  |  |  |  |  |  |  |  |  |  |  |  |
| | 5. Filomena Rivadeneira González            |  |  |  |  |  |  |  |  |  |  |  |  |  |  |  |
| |                                             |  |  |  |  |  |  |  |  |  |  |  |  |  |  |  |
| |                                             |  |  |  |  |  |  |  |  |  |  |  |  |  |  |  |
| | 22. Luis José González Umaña                |  |  |  |  |  |  |  |  |  |  |  |  |  |  |  |
| |                                             |  |  |  |  |  |  |  |  |  |  |  |  |  |  |  |
| |                                             |  |  |  |  |  |  |  |  |  |  |  |  |  |  |  |
| | 11. Ramona González Egas                    |  |  |  |  |  |  |  |  |  |  |  |  |  |  |  |
| |                                             |  |  |  |  |  |  |  |  |  |  |  |  |  |  |  |
| |                                             |  |  |  |  |  |  |  |  |  |  |  |  |  |  |  |
| | 23. Josefa Egas Venegas Suárez              |  |  |  |  |  |  |  |  |  |  |  |  |  |  |  |
| |                                             |  |  |  |  |  |  |  |  |  |  |  |  |  |  |  |
| |                                             |  |  |  |  |  |  |  |  |  |  |  |  |  |  |  |
| | 1. Juan Ignacio Larrea Holguín              |  |  |  |  |  |  |  |  |  |  |  |  |  |  |  |
| |                                             |  |  |  |  |  |  |  |  |  |  |  |  |  |  |  |
| |                                             |  |  |  |  |  |  |  |  |  |  |  |  |  |  |  |
| | 24. José Ignacio Holguín Daza               |  |  |  |  |  |  |  |  |  |  |  |  |  |  |  |
| |                                             |  |  |  |  |  |  |  |  |  |  |  |  |  |  |  |
| |                                             |  |  |  |  |  |  |  |  |  |  |  |  |  |  |  |
| | 12. José Ignacio Holguín Sánchez            |  |  |  |  |  |  |  |  |  |  |  |  |  |  |  |
| |                                             |  |  |  |  |  |  |  |  |  |  |  |  |  |  |  |
| |                                             |  |  |  |  |  |  |  |  |  |  |  |  |  |  |  |
| | 25. María Ignacia Sánchez Arzayus           |  |  |  |  |  |  |  |  |  |  |  |  |  |  |  |
| |                                             |  |  |  |  |  |  |  |  |  |  |  |  |  |  |  |
| |                                             |  |  |  |  |  |  |  |  |  |  |  |  |  |  |  |
| | 6. José Ignacio Holguín Naranjo             |  |  |  |  |  |  |  |  |  |  |  |  |  |  |  |
| |                                             |  |  |  |  |  |  |  |  |  |  |  |  |  |  |  |
| |                                             |  |  |  |  |  |  |  |  |  |  |  |  |  |  |  |
| | 26. José López Naranjo Flores               |  |  |  |  |  |  |  |  |  |  |  |  |  |  |  |
| |                                             |  |  |  |  |  |  |  |  |  |  |  |  |  |  |  |
| |                                             |  |  |  |  |  |  |  |  |  |  |  |  |  |  |  |
| | 13. Inocencia Naranjo Cobo                  |  |  |  |  |  |  |  |  |  |  |  |  |  |  |  |
| |                                             |  |  |  |  |  |  |  |  |  |  |  |  |  |  |  |
| |                                             |  |  |  |  |  |  |  |  |  |  |  |  |  |  |  |
| | 27. Petrona Paula Cobo Vásconez             |  |  |  |  |  |  |  |  |  |  |  |  |  |  |  |
| |                                             |  |  |  |  |  |  |  |  |  |  |  |  |  |  |  |
| |                                             |  |  |  |  |  |  |  |  |  |  |  |  |  |  |  |
| | 3. Dolores Holguín Iturralde                |  |  |  |  |  |  |  |  |  |  |  |  |  |  |  |
| |                                             |  |  |  |  |  |  |  |  |  |  |  |  |  |  |  |
| |                                             |  |  |  |  |  |  |  |  |  |  |  |  |  |  |  |
| | 28. Mariano Iturralde López                 |  |  |  |  |  |  |  |  |  |  |  |  |  |  |  |
| |                                             |  |  |  |  |  |  |  |  |  |  |  |  |  |  |  |
| |                                             |  |  |  |  |  |  |  |  |  |  |  |  |  |  |  |
| | 14. Basilio Iturralde Grande Suárez         |  |  |  |  |  |  |  |  |  |  |  |  |  |  |  |
| |                                             |  |  |  |  |  |  |  |  |  |  |  |  |  |  |  |
| |                                             |  |  |  |  |  |  |  |  |  |  |  |  |  |  |  |
| | 29. Antonia Grande Suárez Egüez             |  |  |  |  |  |  |  |  |  |  |  |  |  |  |  |
| |                                             |  |  |  |  |  |  |  |  |  |  |  |  |  |  |  |
| |                                             |  |  |  |  |  |  |  |  |  |  |  |  |  |  |  |
| | 7. Bárbara Iturralde Anda                   |  |  |  |  |  |  |  |  |  |  |  |  |  |  |  |
| |                                             |  |  |  |  |  |  |  |  |  |  |  |  |  |  |  |
| |                                             |  |  |  |  |  |  |  |  |  |  |  |  |  |  |  |
| | 30. Manuel Pérez de Anda y Sáenz de Viteri  |  |  |  |  |  |  |  |  |  |  |  |  |  |  |  |
| |                                             |  |  |  |  |  |  |  |  |  |  |  |  |  |  |  |
| |                                             |  |  |  |  |  |  |  |  |  |  |  |  |  |  |  |
| | 15. Leonor Anda Egüez                       |  |  |  |  |  |  |  |  |  |  |  |  |  |  |  |
| |                                             |  |  |  |  |  |  |  |  |  |  |  |  |  |  |  |
| |                                             |  |  |  |  |  |  |  |  |  |  |  |  |  |  |  |
| | 31. Mariana Egüez Egüez                     |  |  |  |  |  |  |  |  |  |  |  |  |  |  |  |
| |                                             |  |  |  |  |  |  |  |  |  |  |  |  |  |  |  |
| |                                             |  |  |  |  |  |  |  |  |  |  |  |  |  |  |  |